# Курлятевы-Оболенские
Курлятевы-Оболенские (Курлятевы) — угасший русский княжеский род, Рюриковичи, самая старшая ветвь князей Оболенских. Род внесён в Бархатную книгу. 
Происходят от имевшего прозвище Курля князя Ивана Васильевича († после 1516, XIX колено от Рюрика), сына Василия Никитича Оболенского, боярина удельного князя углицкого и брата Ивана III Андрея Горяя и его жены, Анастасии Фёдоровны Плещеевой. Всего, по родословной росписи князей Курлятевы-Оболенские, известны 12 представителей рода.

## Известные представители
| №  | Имя, Отчество                         | № отца | Примечания                                         |
| -- | ------------------------------------- | ------ | -------------------------------------------------- |
| 1  | Иван Васильевич Курля                 |        | Родоначальник                                      |
| 2  | Михаил Иванович                       | 1      | Бездетен                                           |
| 3  | Курлятьев Константин Иванович         | 1      |                                                    |
| 4  | Курлятев, Дмитрий Иванович            | 1      | Боярин и воевода, (казнён † 1563)                  |
| 5  | Курлятев, Владимир Константинович     | 3      | Воевода, казнён после 1568.                        |
| 6  | Курлятев Юрий Константинович          | 3      | Воевода                                            |
| 7  | Курлятьев Василий Константинович      | 3      |                                                    |
| 8  | Курлятев-Большой, Иван Константинович | 3      |                                                    |
| 9  | Курлятев Иван Константинович          | 3      |                                                    |
| 10 | Курлятьев Иван Дмитриевич             | 4      | Казнён вместе с отцом († 1563)                     |
| 11 | Курлятев Роман Дмитриевич             | 4      | Бездетен, казнён вместе с отцом († 1563)           |
| 12 | Курлятев-Оболенский, Иван Иванович    | 8      | Воевода, окольничий, последний представитель рода. |